# Tour de Romandie 2009
63. edycja Tour de Romandie odbył się w dniach 28 kwietnia – 3 maja 2009 roku. Trasa tego szwajcarskiego, pięcioetapowego (plus prolog) wyścigu kolarskiego liczyła 663,6 km. Wyścig, zaliczany do ProTour, rozpoczął się w Lozannie, a zakończył w Genewie.
W wyścigu startował jedyny Polak, Sylwester Szmyd z grupy Liquigas, kończąc na 17 miejscu.

## Etapy
| Etap    | Data        | Start – meta                    | Długość (km) | Zwycięzca etapu         | Lider           |
| prolog  | 28 kwietnia | Lozanna                         | 3,1 ITT      | František Raboň         | František Raboň |
| 1. etap | 29 kwietnia | Montreux – Fryburg              | 176,2        | Ricardo Serrano         | Grégory Rast    |
| 2. etap | 30 kwietnia | dookoła La Chaux-de-Fonds       | 161,5        | Óscar Freire            | Grégory Rast    |
| 3. etap | 1 maja      | Yverdon-les-Bains               | 14,8 TTT     | Team Columbia-High Road | František Raboň |
| 4. etap | 2 maja      | Estavayer-le-Lac – Sainte-Croix | 157,5        | Roman Kreuziger         | Roman Kreuziger |
| 5. etap | 3 maja      | Aubonne – Genewa                | 150,5        | Óscar Freire            | Roman Kreuziger |

## Wyniki
| M-ce | Imię i nazwisko    | Kraj      | Drużyna                 | Czas          |
| ---- | ------------------ | --------- | ----------------------- | ------------- |
| 1.   | Roman Kreuziger    | Czechy    | Liquigas                | 14h 20min 14s |
| 2    | Władimir Karpiec   | Rosja     | Team Katusha            | + 0,18        |
| 3    | Rein Taaramäe      | Estonia   | Cofidis                 | + 0,25        |
| 4    | Alejandro Valverde | Hiszpania | Caisse d'Epargne        | + 0,46        |
| 5    | Rigoberto Urán     | Kolumbia  | Caisse d'Epargne        | + 0,48        |
| 6    | Lars Bak           | Dania     | Team Saxo Bank          | + 1,01        |
| 7    | Cadel Evans        | Australia | Silence-Lotto           | + 1,07        |
| 8    | Tony Martin        | Niemcy    | Team Columbia-High Road | + 1,08        |
| 9    | Fredrik Kessiakoff | Szwecja   | Fuji-Servetto           | + 1,16        |
| 10   | Kanstancin Siucou  | Białoruś  | Team Columbia-High Road | + 1,21        |